# MVM 돔

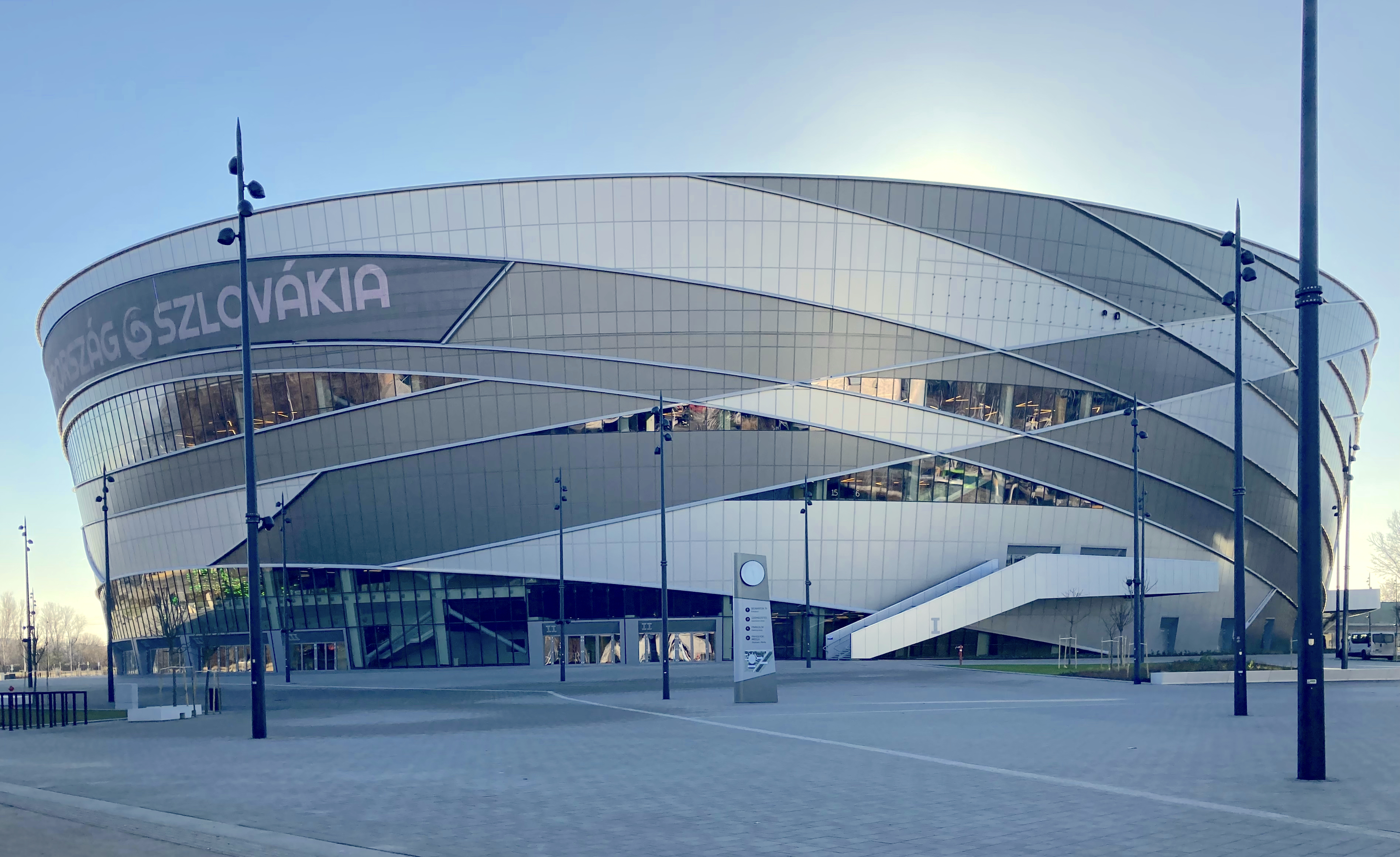
MVM 돔

MVM 돔(MVM Dome)은 헝가리 부다페스트에 있는 핸드볼 경기장이다. MVM 그룹의 이름을 따서 유럽 최대의 핸드볼 경기장이다.
2021년 12월에 개장하여 2022년 유럽 남자 핸드볼 선수권 대회를 개최했다.